# Diccionari General de la Llengua Catalana
|  | No s'ha de confondre amb el Gran Diccionari de la llengua catalana (GDLC) del Grup Enciclopèdia Catalana.. |

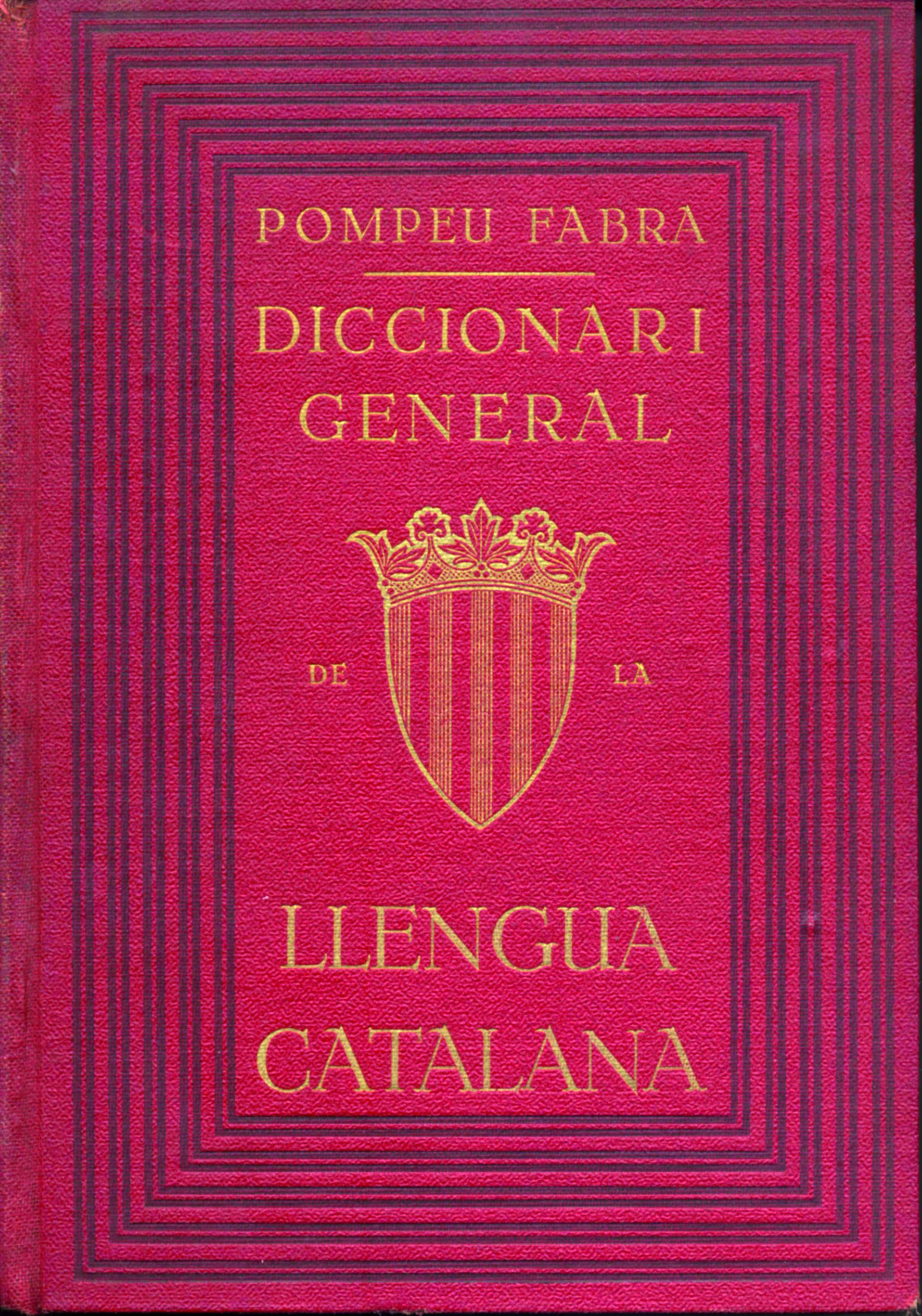
Coberta de l'edició de 1932 del Diccionari General de la Llengua Catalana

El Diccionari General de la Llengua Catalana (DGLC) de Pompeu Fabra és un diccionari català, publicat per primera vegada en fascicles l'any 1931 i com a volum únic l'any 1932. Va ser el diccionari normatiu del català durant 63 anys, fins al 1995 que aparegué la primera edició del Diccionari de la llengua catalana de l'IEC.

## Història
L'Institut d'Estudis Catalans (IEC) volia crear un inventari lexicogràfic oficial i va encarregar aquesta tasca a un petit equip dirigit per Pompeu Fabra i Poch. Fabra ja havia publicat un Diccionari ortogràfic (1917) seguint les normes de l'IEC, a més de moltes altres obres d'ordenament de la llengua catalana.
Va ser durant l'època de la Dictadura de Primo de Rivera (1923-30) que Fabra redactà l'obra. Hi dedicà sis anys i aparegué publicat com a llibre l'any 1932. Primer va aparèixer en forma de fascicles (i per subscripció) amb un peu d'impremta de 1931. El 30 de novembre de 1932 la Llibreria Catalònia publicà l'edició en llibre. El veritable responsable de l'edició va ser Antoni López Llausàs.
El 4 de febrer de 1939, enmig del clima de repressió del català, les planxes originals del diccionari, així com els romanents editorials, varen ser destruïdes per l'exèrcit feixista del general Franco.
La segona edició no es faria fins a l'any 1954 (mort ja Fabra), i censurada. Es publicaren 32 edicions diferents fins a l'any 1994.

## Descripció
Fabra aplicà un mètode científic rigorós que li va valdre el reconeixement espontani dels seus contemporanis. Amb aquest esperit, va rebutjar regionalismes massa restringits i arcaismes que ja havien caigut en desús.
Fabra va escriure al prefaci de la 1a ed., p. VII sobre les fonts per a l'obra: "en la redacció del Diccionari s'han tingut al davant un gran nombre de diccionaris catalans i d'altres llengües (principalment el de l'Acadèmia espanyola, el de Hatzfeld i Darmesteter i el de Webster), els reculls lexicogràfics publicats (Diccionari Aguiló, Butlletí de Dialectologia Catalana, etc.) i els existents a les Oficines lexicogràfiques (entre els quals els elaborats per M. de Montoliu i Carles Riba, i les cèdules de botànica de Pius Font i Quer i Miquel de Garganta i Fàbrega); s'han fet nombroses consultes a especialistes, i, en els freqüents casos en què s'ha vacil·lat sobre el sentit propi o la bondat de la definició d'un mot, s'ha portat aquest a estudi de la Secció Filològica: s'han pres totes les precaucions per evitar definicions inexactes."
El DGLC —o simplement "el Fabra", com popularment es coneixia— va aconseguir unificar l'ortografia, depurar el lèxic, fixar la gramàtica i introduir neologismes.